# Arno Plauert

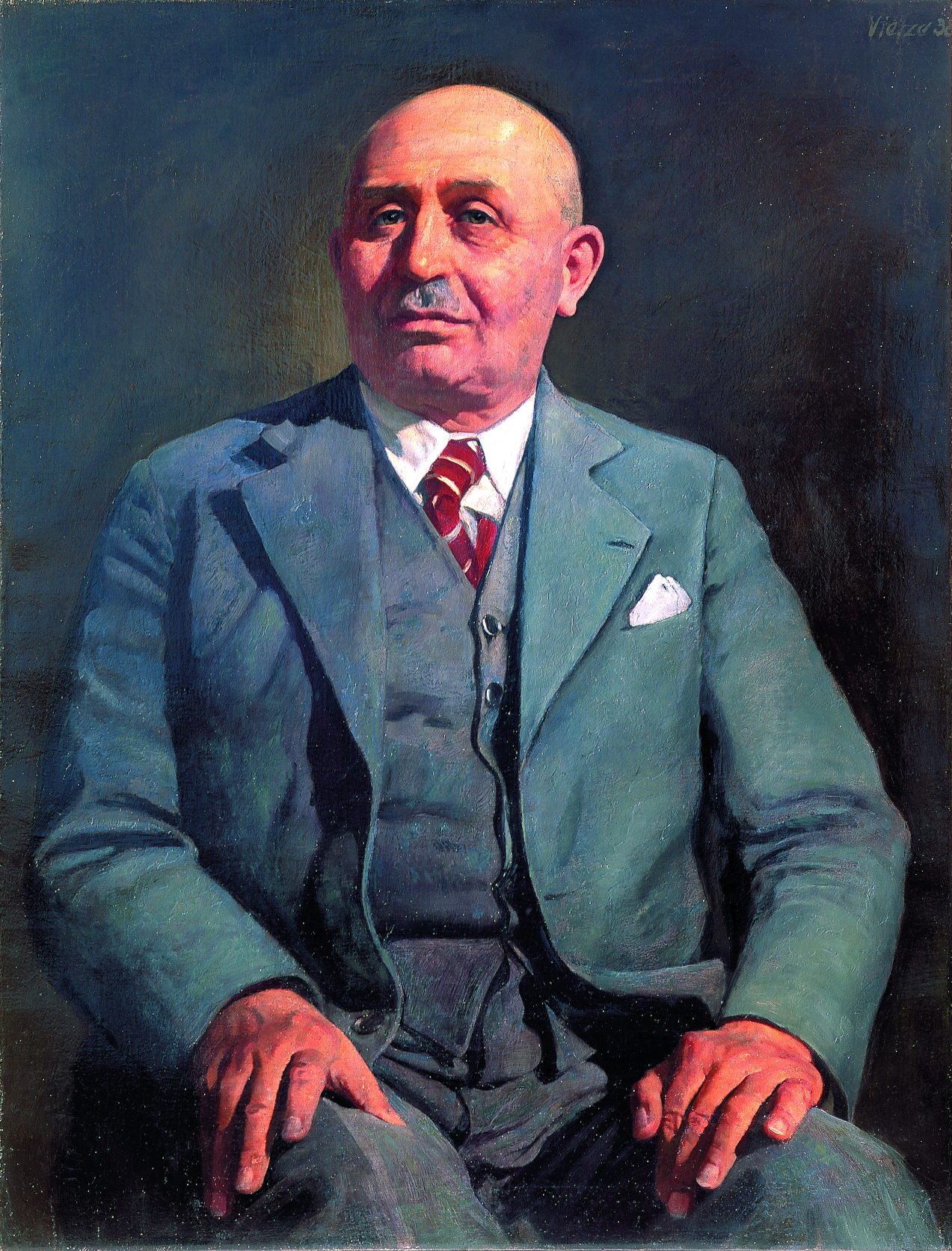
Arno Plauert (1876–1937)

Karl Max Arno Plauert (* 23. August 1876 in Dresden; † 4. August 1937 in Warnsdorf, Tschechoslowakei) war ein deutscher Industrieller im Maschinenbau.

## Leben und Wirken

### Herkunft und Familie
Arno Plauert war der Sohn des Maurers Karl August Gottfried Plauert (1850–1890), später Bauunternehmer in Dresden-Altstadt, und der Anna Marie (1850–1921), einer Tochter des Dresdner Beamten Karl Traugott Thümmel. Die schöpferisch hochbegabte Mutter errichtete nach dem frühen Tod ihres Mannes eines der vornehmsten Modeateliers Dresdens, wo sie selbstentworfene Modellkleider schuf. Der einzige Bruder Guido (1878–1903) war Kaufmann in Dresden.
Plauert heiratete 1912 in Warnsdorf Anna Hermine geb. Engelmann (1891–1982), eine Tochter von Anton Franz Engelmann (1853–1930), Versicherungsdirektor in dem von dessen Vater 1859 gegründeten „Nordböhmischen gegenseitigen Brandschaden-Versicherungsverein“. Zusammen mit Anna hatte Arno Plauert drei Söhne: den Dr.-Ing. Hans Plauert (1913–1996), den Ingenieur Max Plauert (1917–1993) und den Offiziersanwärter Walter Plauert (1922–1945).

### Werdegang und Unternehmen

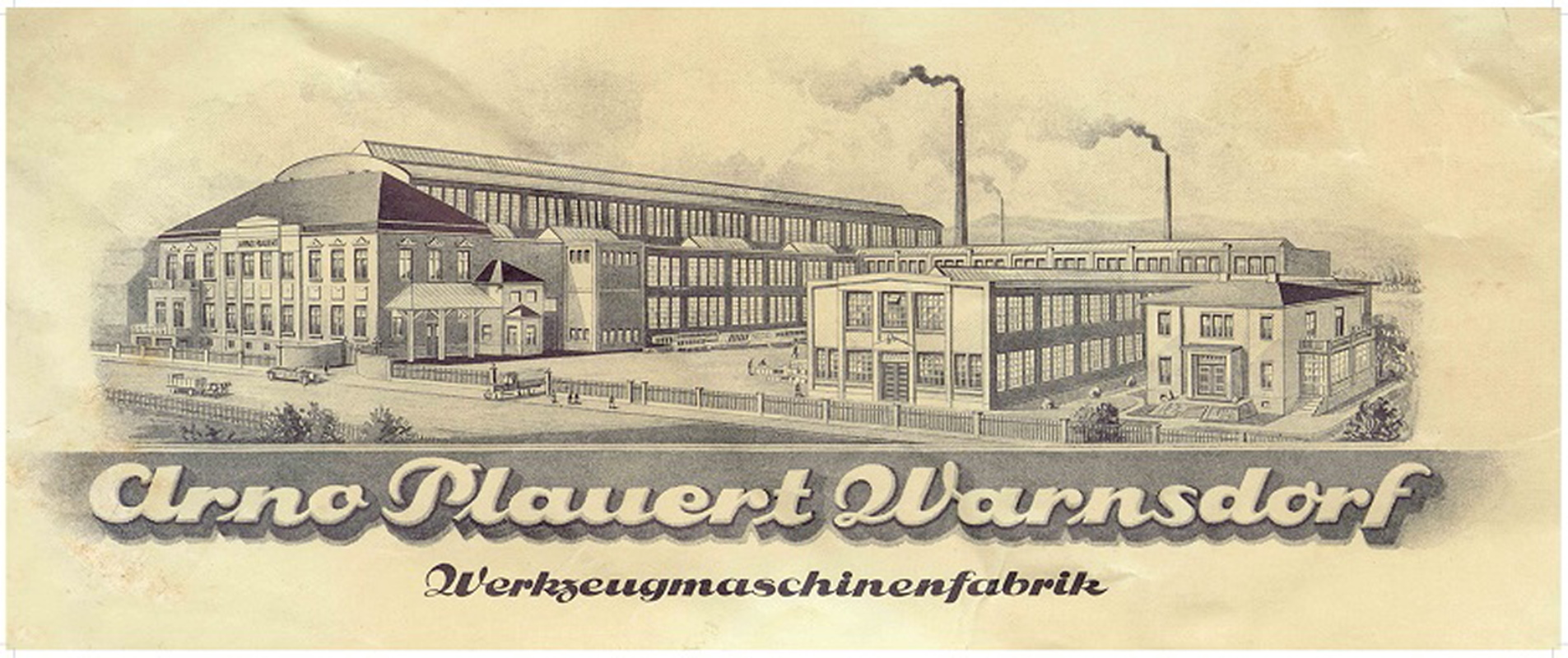
Fabrikgelände Arno Plauert Maschinenfabrik, Warnsdorf

Arno Plauert erlernte das Schlosserhandwerk. Talentiert im Zeichnen, arbeitete er sodann als Maschinen-Techniker u. a. bei der Elektrizitäts-Aktiengesellschaft vormals Schukert & Co. an der Konstruktion von Maschinen. Von 1896 bis 1898 diente er in der 3. Kompanie im 1. Leib-Grenadier-Regiment Nr. 100 in Dresden. Im anschließenden Herbst begann Plauert das Studium an der Technischen Hochschule Dresden, insbesondere: Elektrotechnik, Mechanik und Maschinenkonstruktion. Für die Königlich-sächsische Mechanisch-technische Versuchsanstalt (Technische Hochschule Dresden) fertigte er beim Neubau zur Einrichtung der Werkstätten die Pläne zur Aufstellung der Werkzeugmaschinen sowie Zeichnungen für den Unterricht.
1901 wurde er erster Ingenieur und technischer Werkleiter in Lauban (Niederschlesien) bei der Eisengießerei und Maschinenfabrik Felix Baensch. Im selben Jahr wurde er Gesellschafter der Werkzeugmaschinenfabrik O. Petschke & Co. in Warnsdorf und war 1903 Alleininhaber der Firma, die ab 1906 als Maschinenfabrik Arno Plauert firmierte und spezialisiert war auf die Fertigung hochwertiger Spezialmaschinen zur Metallbearbeitung nach eigenen Konstruktionen. Im Jahr 1906 stellte die Firma bei der Deutschböhmischen Ausstellung in Reichenberg aus.
In der Zeit von 1914 bis 1917 erfolgte der Ausbau des Unternehmens zu einem der bedeutendsten der Branche in Österreich-Ungarn, später zum größten in der Tschechoslowakei. Dieses Wachstum war Resultat der durch Kriegsaufträge gewonnenen Einkünfte, bei denen das Unternehmen an der Produktion von Minen und Granaten beteiligt war. 1921 waren 400 Mitarbeiter beschäftigt. Die Firma exportierte nach Italien, in das britische Weltreich und andere Länder; der Exportanteil betrug etwa 60 % und ging ab 1930 größtenteils in die UdSSR. Zum Sortiment des Unternehmens zählten unter anderem um 360° drehbare Horizontalbohr- und Fräswerke mit höchster Genauigkeit, bis zu 150 mm Spindeldurchmesser und 43 Tonnen Gesamtgewicht (die größten in der Tschechoslowakei hergestellten Werkzeugmaschinen), Präzisionsdrehbänke bis zu 6 m Arbeitslänge sowie Fräs-, Gewindeschneid-, Hobel und Bohrmaschinen sowie Drehbankfutter.
Der Jahresumsatz belief sich 1934 auf 6,5 Mio. CZK, 1936  13,8 Mio. CZK. Im Jahr 1937 hatte das Unternehmen 700 Betriebsangehörige.
Arno Plauert starb kurz nach Vollendung seines 61. Lebensjahres infolge plötzlich eingetretener Komplikationen nach einer zunächst gut überstanden Operation in Warnsdorf am 4. August 1937. Nach seinem überraschenden Tod ging das Unternehmen an seine beiden älteren Söhne Hans und Max Plauert. In den Jahren 1939 bis 1945 galt die Werkzeugmaschinenfabrik Arno Plauert als die bedeutendste und modernste der Branche im Deutschen Reich für die Herstellung von Hochleistungs-Bohr- und Fräswerken der erwähnten Größenordnung. 1946 wurde das Unternehmen zum Bestandteil einer größeren Gruppe verstaatlichter Fabriken (Verbundene Fabriken für Bearbeitungsmaschinen, tschechischer Staatsbetrieb).
1948 errichtete Dr.-Ing. Hans Plauert nach Vertreibung und Enteignung den Nachfolgebetrieb Arno Plauert, Maschinenfabrik in Geretsried, Kreis Wolfratshausen (Oberbayern).
Noch heute sind Maschinen der Maschinenfabrik Arno Plauert, Warnsdorf in Betrieb und auf dem Gebrauchtwarenmarkt erhältlich.
Das einstige Unternehmen von Arno Plauert wird bis heute in der Tschechischen Republik weitergeführt als TOS Varnsdorf.